# Anna Book
Anna Maria Therés Toledano Book, född 10 september 1970 i Skärholmen, är en svensk sångerska.

## Karriär
Book deltog i Dagens Nyheters talangjakt 1984 och kom på fjärde plats vid finalen på Göta Lejon i Stockholm. Skivbolaget CBS erbjöd henne därefter att spela in singeln "Hjärtat bankar". 1985 medverkade hon i SVT:s tvserie Solstollarna, vilket uppmärksammades och ledde till att hon fick spela in sitt första album Killsnack. Titelspåret nådde en andraplats på Svensktoppen 1986, och höll sig kvar i 12 veckor. Hon deltog i Melodifestivalen med bidraget "ABC", som slutade på femte plats och låten gjorde henne känd för svenska folket. Senare under 1986 släpptes hennes andra album, Längtar. Från albumet släpptes singeln "Ett julkort ifrån dej".
Book deltog återigen i Melodifestivalen 1987 med bidraget "Det finns en morgondag" men slutade oplacerad, och sångkarriären kom av sig. Hon släppte dock två singlar 1988. Den ena singeln hette "Namn & nummer" (skriven av Per Gessle), låten spelades först in av popgruppen Pinks 1986. Den andra singeln var en cover på Marie Fredrikssons låt "Det finns mycket som man inte känner till" (skriven av Marie Fredriksson och Lasse Lindbom). 1994 deltog hon i TV3s "alternativmelodifestival" med låten "Casanova".
I mitten av 1990-talet gav hon ut singeln "My Love for You" med hjälp av bland annat Dr Alban. De stora framgångarna uteblev återigen, men hon har fortsatt att synas genom att delta i lek- och frågesportprogram på TV. Book har även arbetat med dubbning av tecknade filmer, bland annat gjorde hon den svenska rösten till Misty i Pokémon och sjöng ledmotivet till svenska versionen av serien. Book medverkade 2006 i Let's Dance på TV4. Hon slutade som tvåa i finalen med sin danspartner David Watson. I samband med TV-programmet släpptes albumet Let's Dance och en samling med några av hennes låtar från 1985 och framåt släpptes strax därefter.
Book medverkade i Melodifestivalen 2007 med bidraget "Samba Sambero". Låten vann sin deltävling och slutade på nionde plats i finalen. I mars 2007 släpptes hennes album Samba Sambero med mestadels nyskrivet material. Under 2007 ledde hon programmet Let's Dance Plus i TV4 Plus.Självbiografin Boken om Anna Book kom ut året därpå. 2009 deltog hon i Allsång på Skansen och framförde "ABC".
Book skulle ha tävlat i första deltävlingen i Melodifestivalen 2016 med låten "Himmel för två". Två dagar före deltävlingen blev låten diskvalificerad, då samma låt – med en annan text – hade tävlat i Moldaviens uttagning till ESC 2014.

## Diskografi

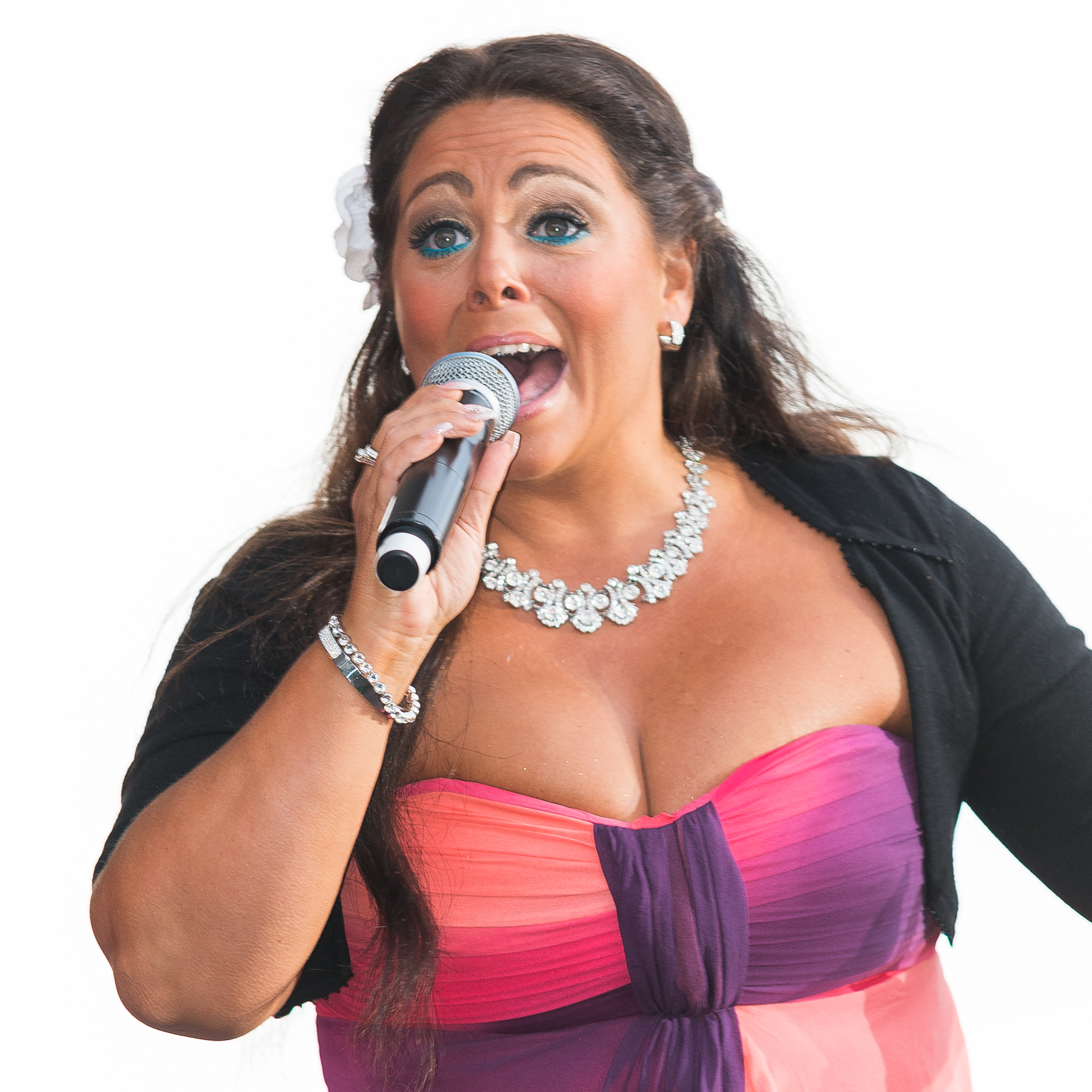
Anna Book under Stockholm Pride 2015.

### Album
Placering på svenska topplistan inom parentes, om uppgift funnits.
- 1985 - Solstollarna (Anna Book medverkar med flera låtar från TV-serien Solstollarna. Låtarna återinspelades för soloplattan i nya versioner) (Högsta placering: 33)
- 1985 - Killsnack
- 1986 - Killsnack (återutgåva, där låten "ABC" ersatte "Hjärtat bankar")
- 1986 - Längtar
- 1996 - Anna
- 1997 - Anna (Japanskt utgåva, med bonuslåten "If You Want Me")
- 2006 - Drill & Drull Äventyr (Anna Book medverkar)
- 2006 - Let's Dance + 13 favoriter (Högsta placering: 2) (från TV-programmet Let's Dance)
- 2006 - ABC (återutgivning av Killsnack)
- 2007 - Samba Sambero (Högsta placering: 38)

### Singlar
Placering på svenska topplistan inom parentes, om uppgift funnits.
- 1985 - "Hjärtat bankar"
- 1985 - "Sommarlek"
- 1986 - "ABC"
- 1986 - "Dina Ögon Talar / Dina Ögon Talar (instrumentalversion)" (fanklubbskiva)
- 1986 - "Runt, Runt"
- 1986 - "Ett Julkort Ifrån Dej / Livin' In A Boys World"
- 1987 - "Vem Kan Stoppa Två Hjärtan"
- 1987 - "Det finns en morgondag"
- 1988 - "Det finns mycket man inte känner till"
- 1988 - "Namn & nummer/Tårar på ditt brev". A-sidan "Namn & nummer" är skriven av Per Gessle. Låten var dock ej skriven enkom för Anna. B-sidan "Tårar på ditt brev" är skriven av Martin Klaman, som gjort musiken med text av Keith Almgren
- 1989 - "I Go to Pieces"
- 1994 - "Casanova"
- 1994 - "Champagne"
- 1996 - "My Love for You"
- 1996 - "Heaven"
- 1996 - "Everytime"
- 2000 - "ABC (Remix)" (Trippel Asides-singel med Carola/"Främling" och Lili & Susie/"Oh Mama")
- 2006 - "Andalucia" (Högsta placering: 4)
- 2006 - "Önskevisan"
- 2007 - "Samba Sambero" (Högsta placering: 15)
- 2007 - "Dansar mot kärleken"
- 2016 - "Himmel för två"
- 2019 - "Heaven"

## Melodier på Svensktoppen
Högsta placering inom parentes, om uppgift finns.
- 1986 - "Killsnack" (#2)[2]
- 1986 - "ABC" (#1)[2]
- 1986 - "Ett julkort ifrån dej" (#9)[2]
- 2007 - "Samba Sambero"

### Missade listan
- 2006 - "Andalucia"
- 2007 - "Dansar mot kärleken"

## Teater

### Roller
| År   | Roll | Produktion                                              | Regi            | Teater     |
| ---- | ---- | ------------------------------------------------------- | --------------- | ---------- |
| 2008 |      | Sune Anders Jacobsson och Sören Olsson och Martin Landh | Fredde Granberg | Göta Lejon |

## TV
- 2006 – Let's Dance
- 2013 – Körslaget
- 2015 – Let's Dance 10 år
- 2017 – Biggest Loser VIP